# Faramea blanchetiana
Faramea blanchetiana är en måreväxtart som beskrevs av Johannes Müller Argoviensis. Faramea blanchetiana ingår i släktet Faramea och familjen måreväxter. Inga underarter finns listade i Catalogue of Life.